# Prozesssimulation
Die Prozesssimulation ist ein Hilfsmittel zur Entwicklung und Optimierung der technischen Prozesse in verfahrenstechnischen oder chemischen Anlagen.

## Prinzipien
Die Prozesssimulation ist im Wesentlichen ein Abbild chemischer Prozesse und Grundoperationen in Computerprogrammen. Für die Modellierung ist eine Reihe von Kenntnissen notwendig:
- chemische und physikalische Reinstoff- und Gemischeigenschaften (durch Messungen, Recherche in Datenbanken, Korrelationen oder Abschätzungen),
- Stoff- und Energietransport,
- Geräteeigenschaften (Reaktoren, Kolonnen, Mischer, Kondensatoren, Verdampfer etc.),
- Reaktionsmechanismen und Kinetik, siehe hierzu Chemische Reaktionstechnik,
- geeignete mathematische, physikalische und chemische Modelle
- effiziente Lösungsverfahren.

Die Prozesssimulation sorgt dafür, dass die Stoff- und Energiebilanzen stimmen und in ein stabiles Gleichgewicht gebracht werden. Meist werden die Prozesse gleichzeitig visualisiert.

## Geschichte
Die ersten Versuche, Prozesse elektronisch zu simulieren, wurde bereits in den 1950er Jahren auf elektronischen Analogrechnern vorgenommen. Diese Lösungsansätze wurden jedoch sehr schnell zugunsten von Simulationen auf Digitalrechnern aufgegeben.
Erste Entwicklungen in der digitalen Prozesssimulation chemischer Anlagen wurden in den 1970er Jahren begonnen, da hier das erste Mal geeignete Hardware und Software (hier insbesondere die Programmiersprache Fortran) zur Verfügung standen. Die Modellierung physikalischer Eigenschaften ist bereits wesentlich früher begonnen worden, hier sind beispielsweise kubische Zustandsgleichungen (siehe etwa Van-der-Waals-Gleichung) und Korrelationen (siehe etwa Antoine-Gleichung) zu nennen, die bereits im 19. Jahrhundert entwickelt wurden und heute teilweise noch verwendet werden. Auch Untersuchungen zur Kinetik chemischer Umsetzungen und zu Reaktionsmechanismen waren weit fortgeschritten. Apparateeigenschaften waren ebenfalls bereits weitgehend modelliert worden, so dass alle Werkzeuge zur Verfügung standen, vollständige chemische Prozesse in silico (ausschließlich mittels Computern) zu modellieren und zu berechnen.
Gleichzeitig hat die Entwicklung der Prozesssimulation die Fortentwicklung der diversen Modelle für die Abschätzung von Stoffeigenschaften, von Reaktionsmechanismen, deren Kinetik, von Apparateeigenschaften etc., aber insbesondere auch die Entwicklung von Faktendatenbanken stark beschleunigt. Faktendatenbanken dienen heute dazu, Abschätzverfahren und Korrelationen weiterzuentwickeln.

## Statische und dynamische Prozesssimulation
Ursprünglich wurde die Prozesssimulation nur auf stationäre Anlagen angewandt. Dabei erhält man eine vollständige Massenbilanz und Energiebilanz eines stationären Zustandes auf der Basis von Modellen. Diese statische Simulation wird heute durch die dynamische Simulation ergänzt. Dynamisch bedeutet in diesem Zusammenhang, dass zeitlich abhängige Ergebnisse berechnet werden. Somit kommt es im Prozess zur Akkumulation und zeitlichen Änderung von  Zustandsgrößen und Prozessgrößen. Im Prinzip wird das Fließschema infinitesimal betrachtet und als Differenzialgleichungssystem numerisch berechnet. Dieses Verfahren benötigt eine wesentlich höhere Rechenleistung, erlaubt aber auch den Übergang zur Kontrolle und Führung chemischer Anlagen in Echtzeit. Ein einfaches Beispiel ist das Füllen oder Entleeren eines Behälters. Bei der dynamischen Simulation lassen sich insbesondere Regelvorgänge (PID-Regler), Holdups und chemische Reaktionen sehr realistisch darstellen.
Als Besonderheit der dynamischen Simulation kann die ereignisorientierte Simulation bezeichnet werden, in der nur die zeitliche Änderung aufgrund von Ereignissen (oder Events) zur Änderung führt. Zwischen den Ereignissen wird interpoliert. Dies kann sich vor allem bei komplex modellierbaren Systemen lohnen, in der die Simulation eines gesamten oder mehrerer Prozesse von Relevanz ist (z. B. zur Modellierung der Produktionsplanung eines Pharmastandortes).

## Phasengleichgewichte
Das häufigste Phasengleichgewicht ist das Dampf-Flüssig-Gleichgewicht (meist mit VLE für Vapor-Liquid Equilibrium abgekürzt), welches insbesondere bei Gaswäschen und bei der Rektifikation von Bedeutung ist. Aber auch bei der Berechnung von Siede- und Tautemperaturen wird es angewandt. Bei idealen Stoffen, wie etwa Alkanen, genügt als Modell das Raoult-Daltonsche Gesetz, welches auf der Definition des Partialdrucks beruht. Bei nichtidealen Gemischen wird in der Flüssigphase der Aktivitätskoeffizient und in der Gasphase der Fugazitätskoeffizient berechnet und damit das Raoult-Daltonsche Gesetz korrigiert. Während der Fugazitätskoeffizient gut aus der Zustandsgleichung (häufig Soave-Redlich-Kwong) eines jeden einzelnen Stoffes in einem Gemisch berechnet werden kann, ist der Aktivitätskoeffizient von den binären Wechselwirkungen abhängig. In einem Gemisch mit z. B. 10 Inhaltsstoffen existieren 45 binäre Wechselwirkungen. Daher müssten in diesem Fall 45 VLE vermessen werden. VLE-Messungen sind in Datenbanken z. B. der DETHERM oder der DDB und in der Literatur wie z. B. DECHEMA Data Collection zu finden. Darin findet man auch die zugehörenden Parameter geeigneter Modelle wie z. B. Non-Random-Two-Liquid-Modell (NRTL). Für viele binäre Gemische, die nicht vermessen wurden, lassen sich die Modellparameter mittels der UNIFAC-Methode abschätzen. Das UNIFAC-Modell ist u. a. im VDI-Wärmeatlas beschrieben.
Je stärker die Aktivitätskoeffizienten von eins abweichen, umso deutlicher unterscheidet sich das xy-Diagramm (x bezeichnet die Zusammensetzung der Flüssigkeit, y die Dampfzusammensetzung) von dem eines idealen VLE, bis es schließlich die Diagonale schneidet bzw. eine S-Kurve bildet, was das Zeichen für Azeotropie und ggfs. eine Mischungslücke ist. Dies kann man leicht am Portermodell demonstrieren.
Letztendlich ist es auch möglich, mit dem Non-Random-Two-Liquid-Modell (NRTL) ein Liquid-Liquid-Equilibrium (LLE) zu berechnen, vorausgesetzt, die Parameter sind bekannt. Näherungsweise kann man mit VLE-NRTL-Daten durchaus ein LLE berechnen. Je größer die Mischungslücke ist, z. B. Benzol-Wasser, desto geringer ist der Fehler. Beim System N-Butanol-Wasser mit geringerer Mischungslücke ist die Näherung nicht akzeptabel. Mit geeigneten Daten können sogar komplexe LLE wie 3-Methylpyridin-Wasser mit elliptischen Gleichgewichtslinien berechnet werden.
Auf der Basis geeigneter Daten für die Schmelzenthalpie kann man mit dem NRTL-Modell sogar Feststofflöslichkeiten (Fest-Flüssig-Gleichgewicht, kurz SLE für Solid-Liquid-Equilibrium) berechnen. Bei vielen Stoffen wie z. B. den sehr engsiedenden Stoffen 1-Methyl-Naphthalin und 2-Methyl-Naphthalin ergibt sich unmittelbar ein Eutektikum, dessen Lage eine gute Näherung zur Realität darstellt.

## Datenbank
Die in der Prozesssimulation verwendeten Stoffe werden aus einer Datenbank ausgewählt. Die Datenbank enthält Gase, Flüssigkeiten, Feststoffe. Polymere und Elektrolyte. Sie kann mit eigenen Stoffen und Daten per Regression erweitert werden. Die Datenbank bietet temperaturunabhängige Daten wie z. B. kritischer Druck und Temperaturfunktionen für bspw. den Dampfdruck, spezifische Wärmekapazität usw. Bekannte Datenbanken sind DETHERM und die Dortmunder Datenbank, die im Wesentlichen experimentelle Daten für Reinstoffe und Gemische enthalten, und die DIPPR-Datenbank, die im Wesentlichen Parameter für Gleichungen für reine Stoffe enthält. Mit Hilfe von Mischungsregeln lassen sich die Stoffdaten von Gemischen aus bekannten Reinstoffdaten näherungsweise berechnen. Für Stoffe, die nicht in den genannten Datenbanken enthalten sind, werden die Stoffdaten oft mit Inkrementmethoden wie z. B. Joback generiert.

## Rektifikation
Die Rektifikation, häufig auch Destillation genannt, ist eine der zentralen Grundoperationen in der Prozesssimulation aber auch in der chemischen Verfahrenstechnik. Das ältere FUG Modell (Fenske-Underwood-Gilliland), welches für ideale Gemische eine schnelle und gute Näherung darstellt, spielt kaum noch eine Rolle. Vielmehr hat sich das Simultaneous Correction System (s. Perry’s Chemical Engineering Handbook) durchgesetzt, welches nahezu alle Arten von Rektifikation gut modellieren kann wie z. B. Azeotrop-, Extraktions-, Reaktivdestillation, Trennblechkolonne, Gaswäsche, Absorption, Desorption, Elektrolyte, Seitenkolonne. Für petrochemische Destillationen ist auch durchaus noch das Modell Inside-Out in Gebrauch, da es schnell konvergiert und wenn das Gemisch aus Alkanen besteht.
Auch die Batchdestillation lässt sich simulieren. Dabei werden meist die Algorithmen der kontinuierlichen Destillation verwendet. Mit der Batchdestillation kann ein Mehrstoffgemisch in zeitlicher Reihenfolge in einzelne Fraktionen aufgeteilt werden. Die mathematische Beschreibung der Batchdestillation erfolgt mit Hilfe der Rayleigh-Verteilung.

## Reaktoren
Die bekanntesten Modelltypen sind der stöchiometrische, der Gleichgewichts- und der kinetische Reaktor. Der Gleichgewichtsreaktor lässt sich einerseits nach der Gibbs’schen Theorie als auch nach van’t Hoff modellieren. Für den kinetischen Reaktor verwendet man meist das Modell von Arrhenius. In Kombination mit VBA lassen sich kinetische Ansätze beliebig darstellen, z. B. für Bioreaktionen. Im Batchreaktor, auch diskontinuierlicher Rührreaktor genannt, werden Reaktionen zeitabhängig durch Lösen von Differenzialgleichungen simuliert.

## Schnittstellen
Zur optimalen Bedienung der Prozesssimulation dienen Schnittstellen wie z. B. Excel zur Datenübertragung in eine Projektdatenbank oder eine Anlage. Mit Hilfe der MS-COM-Technik kann die Prozesssimulation sogar von Excel aus gesteuert, d. h. gestartet werden. Dadurch ist sogar eine Online-Simulation möglich, bei der Daten aus laufenden Anlagen der Prozesssimulation kontinuierlich zugeführt werden. Die Ergebnisse dienen der optimalen Prozessführung.

## Prozesssimulationssoftware
Kommerzielle Prozesssimulationsprogramme gibt es in großer Anzahl. Größere Firmen haben oft auch Eigenentwicklungen in Benutzung, die ausschließlich firmenintern verwendet werden.
Während viele Systeme in der Regel vorzugsweise zur Simulation reiner Fluidprozesse eingesetzt werden können, können einige Simulationsprogramme auch speziell zur Simulation von Feststoffprozessen angewendet werden.
Eines der bekanntesten Simulationssoftwarepakete in der Prozessindustrie ist „Aspen Plus“ mit dessen dazugehörigen Ergänzungssoftwaremodulen. Speziell auf Fließschemasimulation von Feststoffprozessen spezialisiert ist die Software „Dyssol“.
Eine quelloffene Simulations Software ist DWSIM.